# Lisa Jane Persky
Pour les articles homonymes, voir Persky.
Lisa Jane Persky (née le 5 mai 1955) est une actrice, photographe et journaliste américaine.

## Filmographie sélective
- 1978 : Kiss contre les fantômes : Dirty Dee
- 1979 : The Great Santini : Mary Anne Meechum
- 1980 : Love in a Taxi : Marian
- 1984 : Cotton Club : Frances Flegenheimer
- 1985 : Garçon choc pour nana chic : Mary Ann Webster
- 1986 : Peggy Sue s'est mariée : Delores Dodge
- 1986 : Big Easy : Le Flic de mon cœur (The Big Easy) : McCabe
- 1987 : Private Eye de Mark Tinker (téléfilm) : Dottie Dworski
- 1989 : Great Balls of Fire! : Babe
- 1989 : Quand Harry rencontre Sally : Alice
- 1990 : The Last of the Finest John Mackenzie : Harriet Gross
- 1990 : Urgences (Vital Signs) : Bobby
- 1993 : Coneheads de Steve Barron : Lisa Farber
- 1994 : Dead Funny : Sarah
- 1994 : Pontiac Moon : Alicia Frank
- 1995 : Destiny Turns on the Radio : Katrina
- 1996 : Female Perversions : Margot
- 1998 : Where's Marlowe? : Jenny
- 1999 : X-Files : Aux frontières du réel (épisode Pauvre Diable) : Laura Weinsider
- 1999 : The Wetonkawa Flash
- 1999 : Goosed : The Psychic
- 2001 : Shooting LA : Casting Director
- 2001 : My First Mister : Sheila
- 2001 : American Rhapsody : Pattie
- 2002 : The Dogwalker : Allison
- 2006 : Grilled : Sally Wilson

## Voix françaises
- Dorothée Jemma dans :
  - Peggy Sue s'est mariée (1986)
  - Quand Harry rencontre Sally (1989)

- Maïk Darah dans À bout de souffle, made in USA (1983)
- Anne Rochant dans Cotton Club (1984)
- Françoise Dasque dans Big Easy : Le Flic de mon cœur (1986)